# Rose Center for Earth and Space

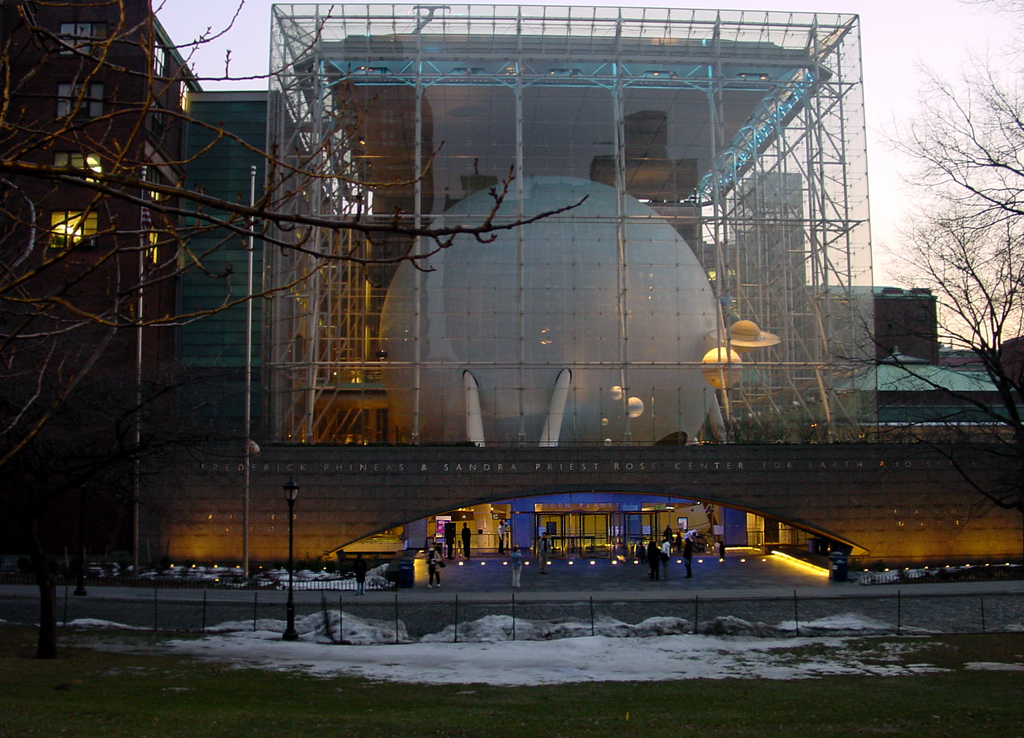
Ingang van het Rose Center for Earth and Space.

Het Rose Center for Earth and Space is een onderdeel van het American Museum of Natural History in New York. In dit deel bevindt zich het Hayden Planetarium en er zijn verscheidene tentoonstellingen over het heelal en het zonnestelsel.

## Bezienswaardigheden

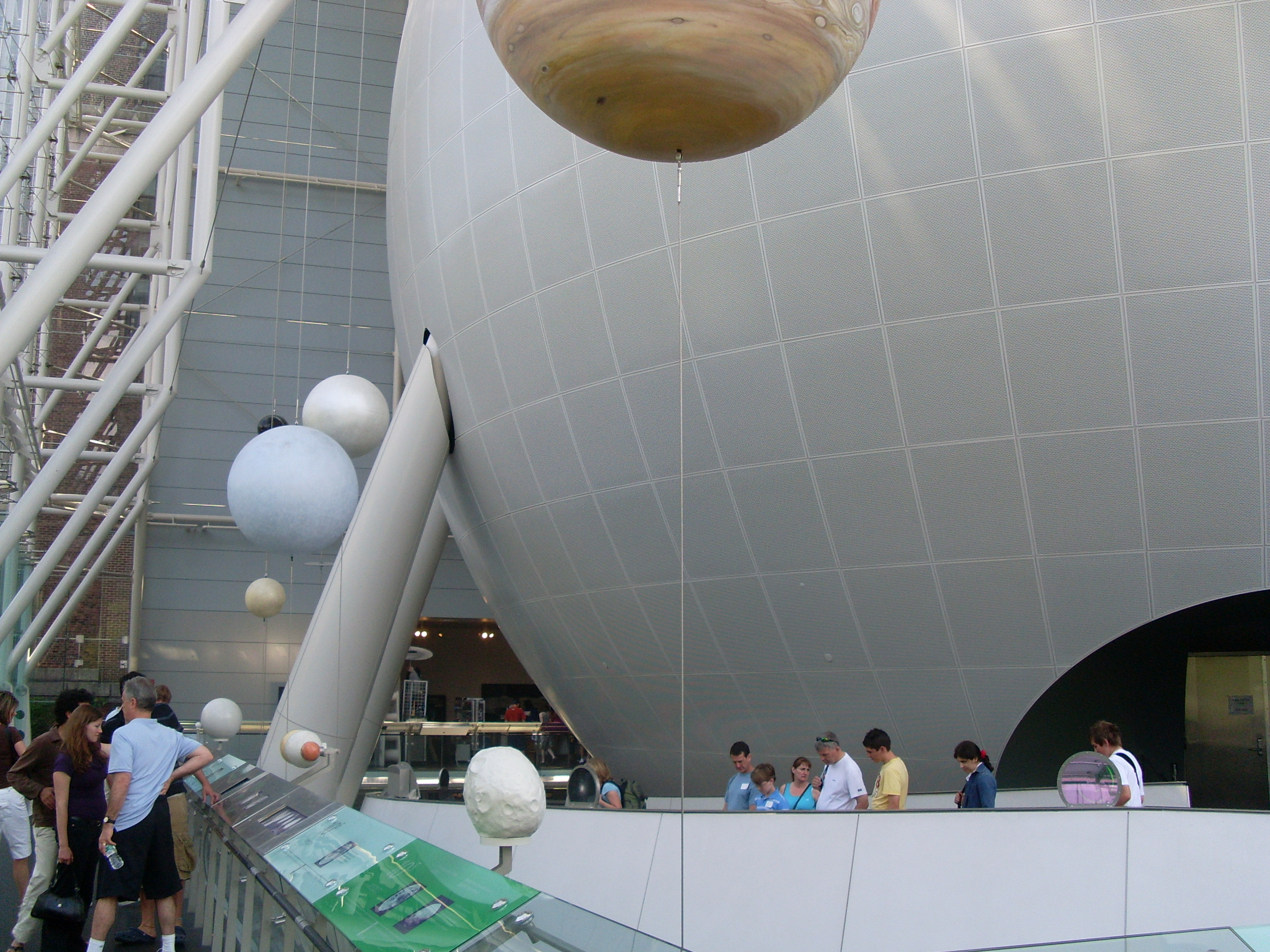
Van achter naar voren: de Hayden Sphere, de Cosmic Pathway en de Scales of the Universe-tentoonstelling.

Een overzicht van de bezienswaardigheden:

### Hayden Planetarium
In het Hayden Planetarium bevindt zich de bolvormige Hayden Sphere waarin zich twee theaters bevinden: in de bovenste helft wordt een show geprojecteerd op de halve bol met behulp van een Zeiss Mark IX-projector. In de onderste helft wordt een show van vier minuten gegeven over de oerknal. Deze show dient als introductie voor de Cosmic Pathway.

### Cosmic Pathway
De Harriet and Robert Heilbrunn Cosmic Pathway is een spiraalvormig pad om de Hayden Sphere waarop de geschiedenis van het universum wordt toegelicht vanaf de oerknal tot aan het heden.

### Scales of the Universe
In deze tentoonstelling worden objecten van allerlei groottes worden besproken. De Hayden Sphere wordt hierbij als referentie gebruikt: "Als de Hayden Sphere zo groot is als ... dan is het getoonde object een schaalmodel van ...".

### Hall of Planet Earth
De Hall of Planet Earth bevat allerlei geologische vondsten en er wordt informatie gepresenteerd over de evolutie van de planeet Aarde, het ontstaan van bergen en zeeën, het klimaat en de bewoonbaarheid van de Aarde. Ook wordt uitgelegd hoe geologen te werk gaan en hoe men geologische vondsten interpreteert.

### Hall of the Universe
In de Cullman Hall of the Universe wordt allerlei informatie over planeten, sterren, sterrenstelsels en het heelal gepresenteerd. Deze hal bevindt zich onder de Hayden Sphere. Deze hal is met name gericht op educatie: er zijn interactieve onderdelen, aanraakbare objecten en animaties die allerlei processen toelichten.

### Apollo-project
Een fototentoonstelling van het Apollo-project.